# エドワード・シェアマー
エドワード・シェアマー（Edward Shearmur、1966年2月28日 - ）は、イギリスのロンドン出身で、映画音楽を手掛ける作曲家。

## 来歴
名門イートン・カレッジで教育を受けたのち、王立音楽大学と、奨学金を得てケンブリッジ大学のペンブルック・カレッジで学ぶ。卒業後は『ダイ・ハード』シリーズ、『リーサルウェポン』シリーズなどの音楽で知られるマイケル・ケイメンの元でアシスタントとして働く。
担当した初めての長編映画『ルナティック・ラブ/禁断の姉弟』はベルリン国際映画祭で監督賞を受賞した。1997年の『鳩の翼』で注目され、以降、『チャーリーズ・エンジェル』、『スピーシーズ2』、『光の旅人 K-PAX』などの音楽を担当する。

## フィルモグラフィ
- 『ルナティック・ラブ/禁断の姉弟』 - The Cement Garden (1993年)
- 『デーモン・ナイト』 - Demon Knight (1995年)
- 『妻の恋人、夫の愛人』 - The Leading Man (1996年)
- 『鳩の翼』 - The Wings of the Dove (1997年)
- 『ノートルダム』 - The Hunchback of Notre Dame  (1997年)
- 『ガールズ・ナイト』 - Girls' Night (1997年)
- 『スピーシーズ2』 - Species II (1998年)
- 『マーサ・ミーツ・ボーイズ』 - Martha, Meet Frank, Daniel and Laurence (1998年)
- 『視姦』 - The Governess (1998年)
- 『クルーエル・インテンションズ』 - Cruel Intentions (1999年)
- 『聖なる嘘つき/その名はジェイコブ』 - Jakob the Liar (1999年)
- 『ブルー・ストリーク』 - Blue Streak (1999年)
- 『彼女を見ればわかること』 - Things You Can Tell Just by Looking at Her (2000年)
- 『学園天国』 - Whatever It Takes (2000年)
- 『チャーリーズ・エンジェル』 - Charlie's Angels (2000年)
- 『クルーエル・インテンションズ2』 - Cruel Intentions 2 (2000年)
- 『デンジャラス・ビューティー』 - Miss Congeniality (2000年)
- 『光の旅人 K-PAX』 - K-PAX (2001年)
- 『モンテ・クリスト伯』 - The Count of Monte Cristo (2002年)
- 『クリスティーナの好きなコト』 - The Sweetest Thing (2002年)
- 『サラマンダー』 - Reign of Fire (2002年)
- 『ジョニー・イングリッシュ』 - Johnny English (2003年)
- 『チャーリーズ・エンジェル フルスロットル』 - Charlie's Angels: Full Throttle (2003年)
- 『アイドルとデートする方法』 - Win a Date with Tad Hamilton! (2004年)
- 『ウィンブルドン』 - Wimbledon (2004年)
- 『スカイキャプテン ワールド・オブ・トゥモロー』 - Sky Captain and the World of Tomorrow (2004年)
- 『美しい人』 - Nine Lives (2005年)
- 『がんばれ!ベアーズ ニュー・シーズン』 - Bad News Bears (2005年)
- 『スケルトン・キー』 - The Skeleton Key (2005年)
- 『デンジャラス・ビューティー2』 - Miss Congeniality 2: Armed and Fabulous (2005年)
- 『すべてはその朝始まった』 - Derailed (2005年)
- 『マスターズ・オブ・ホラー』 - Masters of Horror (2005年-2006年) テレビシリーズ
- 『鉄板英雄伝説』 - Epic Movie (2007年)
- 『88ミニッツ』 - 88 Minutes (2008年)
- 『ロード・トリップ パパは誰にも止められない!』 - College Road Trip (2008年)
- 『パッセンジャーズ』 - Passengers (2008年)
- 『ボーダー』 - Righteous Kill (2008年)
- 『愛する人』 - Mother and Child (2009年)
- 『ウルフマン』 - The Wolfman (2010年) 追加スコア
- 『アニマル・ウォーズ 森林帝国の逆襲』 - Furry Vengeance (2010年)
- 『セクレタリアト/奇跡のサラブレッド』 - Secretariat (2010年)
- 『グレッグのおきて』 - Diary of a Wimpy Kid: Rodrick Rules (2011年)
- 『ミッシング ID』 - Abduction (2011年)
- 『ベイビー・メイク 私たちのしあわせ計画』 - The Babymakers (2012年)
- 『グレッグのダメ日記3』 - Diary of a Wimpy Kid: Dog Days (2012年)
- 『リピーテッド』 - Before I Go to Sleep (2014年)
- 『マイ・ファニー・レディ』 - She's Funny That Way (2014年)
- 『サバイバル・ドライブ』 - Curve (2015年)
- 『エルヴィスとニクソン 〜写真に隠された真実〜』 - Elvis & Nixon (2016年)
- 『恋の予感?! 〜ホテルリノベ奮闘記〜』 - Falling Inn Love (2019年)
- 『フォー・グッド・デイズ』 - Four Good Days (2020年)